# Zelotibia papillata
Zelotibia papillata is een spinnensoort uit de familie bodemjachtspinnen (Gnaphosidae). De soort komt voor in Congo en Rwanda.